# Exploradores Barceloneses

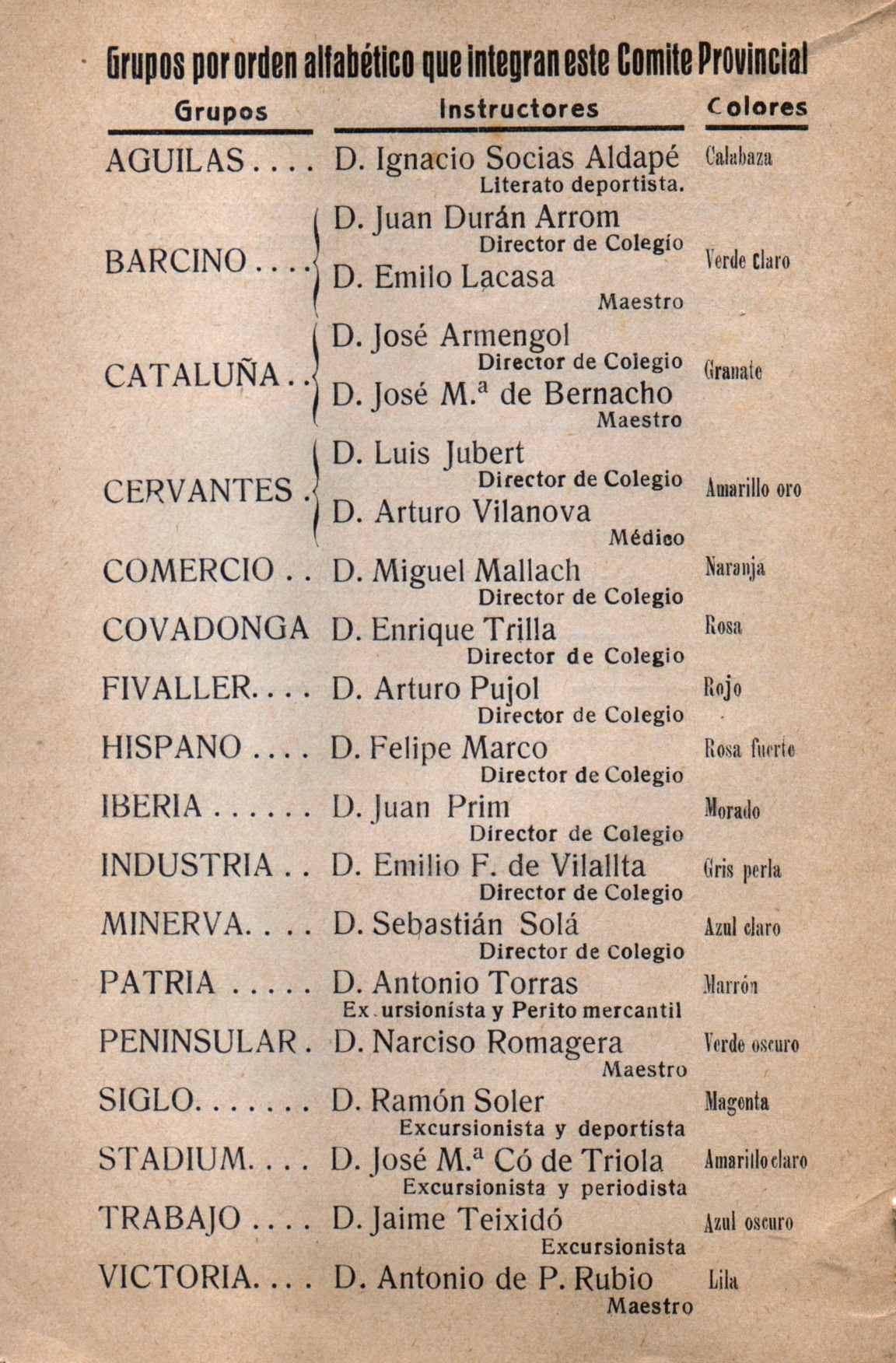
Relación de grupos de Exploradores Barceloneses que aparecían en el reverso de la cartilla del explorador.

Los Exploradores Barceloneses fue la primera iniciativa escultista en España, la versión local de los boy scouts de Robert Baden-Powell que fundó en 1911 el capitán de caballería Pedro Roselló Axet. Era una institución españolista pero partidarios de la descentralización. Su iniciativa tuvo éxito gracias a la colaboración de maestros de diversas escuelas particulares.

## Historia
Pedro Roselló era amigo y colega de Teodoro Iradier y Herrero, que sería fundador junto a Arturo Cuyás Armengol de los Exploradores de España. Durante la estancia de ambos en Francia, donde tuvieron contacto con scouts franceses, Teodoro Iradier había sugerido a Pedro Roselló, por entonces capitán de caballería del Regimiento de Numáncia, la idea de crear una tropa de muchachos exploradores.
Fue Ramón Soler i Lluch, entusiasta excursionista y obrero de La Seda, quien se animó a organizar el primer grupo en 1911. Al año siguiente y con varias agrupaciones en funcionamiento, el 5 de noviembre de 1912 se constituye oficialmente el comité provincial de boy-scouts e inmediatamente envía una cordial salutación a los Exploradores de España, y se integraría en la asociación al año siguiente. El 19 de enero de 1913 se celebra la primera concentración en el Palacio de Bellas Artes para la primera jura solemne y el primer desfile por las calles barcelonesas.
En menos de tres años el éxito había sido espectacular, con las siguientes tropas en activo: Águilas, Barcino, Cataluña, Cervantes, Comercio, Covadonga, Fivaller, Hispano, Iberia, Industria, Marco Polo, Minerva, Patria, Peninsular, Siglo, Stadium, Trabajo y Victoria. Tres agrupaciones se encontraban en San Feliu de Llobregat, Tarragona y Manresa. En 1914 el censo total era de 1.064 exploradores, 48 instructores, un comité de 12 miembros y 240 socios protectores.